# Spirago
Spirago è una frazione del comune italiano di Marzano. Costituì un comune autonomo fino al 1872.